# همسفران درباره الی
همسفران درباره الی یک فیلم مستند به کارگردانی حمیدرضا قربانی و مریم نراقی و به تهیه‌کنندگی سید محمود رضوی محصول سال ۱۳۸۸ است.

## موضوع
فیلم مستند همسفران درباره الی پشت صحنه فیلم سینمایی درباره الی است و در این فیلم برای اولین بار اصغر فرهادی در یک مستند مصاحبه کرده‌است.

## مصاحبه شوندگان
- اصغر فرهادی
- حسین جعفریان
- مانی حقیقی
- گلشیفته فراهانی
- ترانه علیدوستی
- شهاب حسینی
- مریلا زارعی
- پیمان معادی
- صابر ابر
- احمد مهران‌فر
- رعنا آزادی‌ور